# Cloruro di benzoile
Il cloruro di benzoile, anche noto come benzoil cloruro è un composto organico clorurato di formula C6H5COCl.
È un liquido incolore, fumante dall'odore irritante. È impiegato principalmente nella produzione di perossidi ma per la sua reattività può essere utile anche nella produzione di coloranti, profumi, farmaci e resine.

## Reattività
Il cloruro di benzoile è un tipico cloruro acilico. Reagisce con alcoli e ammine a dare i corrispondenti esteri e ammidi. Con i composti aromatici può dar luogo ad una reazione di Friedel-Crafts a dare i relativi benzofenoni. Inoltre reagisce con acqua a dare acido benzoico e sviluppando acido cloridrico.
C6H5COCl + H2O   →  C6H5CO2H + HCl